# Patricia Campbell
Patricia F. Campbell é uma matemática estadunidense. É professora do Department of Teaching and Learning, Policy and Leadership da Universidade de Maryland.
Campbell obteve a graduação no College of St. Francis. Após obter um mestrado em matemática na Universidade Estadual de Michigan, obteve um Ph.D. em educação matemática na Universidade Estadual da Flórida.
Recebeu o Prêmio Louise Hay de 2011 por contribuições à educação matemática.